# Transport ferroviaire en Lituanie
Le transport ferroviaire en Lituanie est constitué d'un réseau ferroviaire à écartement russe (1 520 mm) ainsi que d'une liaison avec la Pologne en voie normale et des voies en 750 mm.

## Réseau ferré

Le réseau lituanien.

Le réseau dispose d'une connexion ferroviaire avec la Russie, la Lettonie ainsi que la Biélorussie qui disposent tous du même écartement.
En outre, le pays dispose d'une liaison ferroviaire avec la Pologne. Cette liaison se fait via une voie normale, un écartement donc de 1 435 mm. 

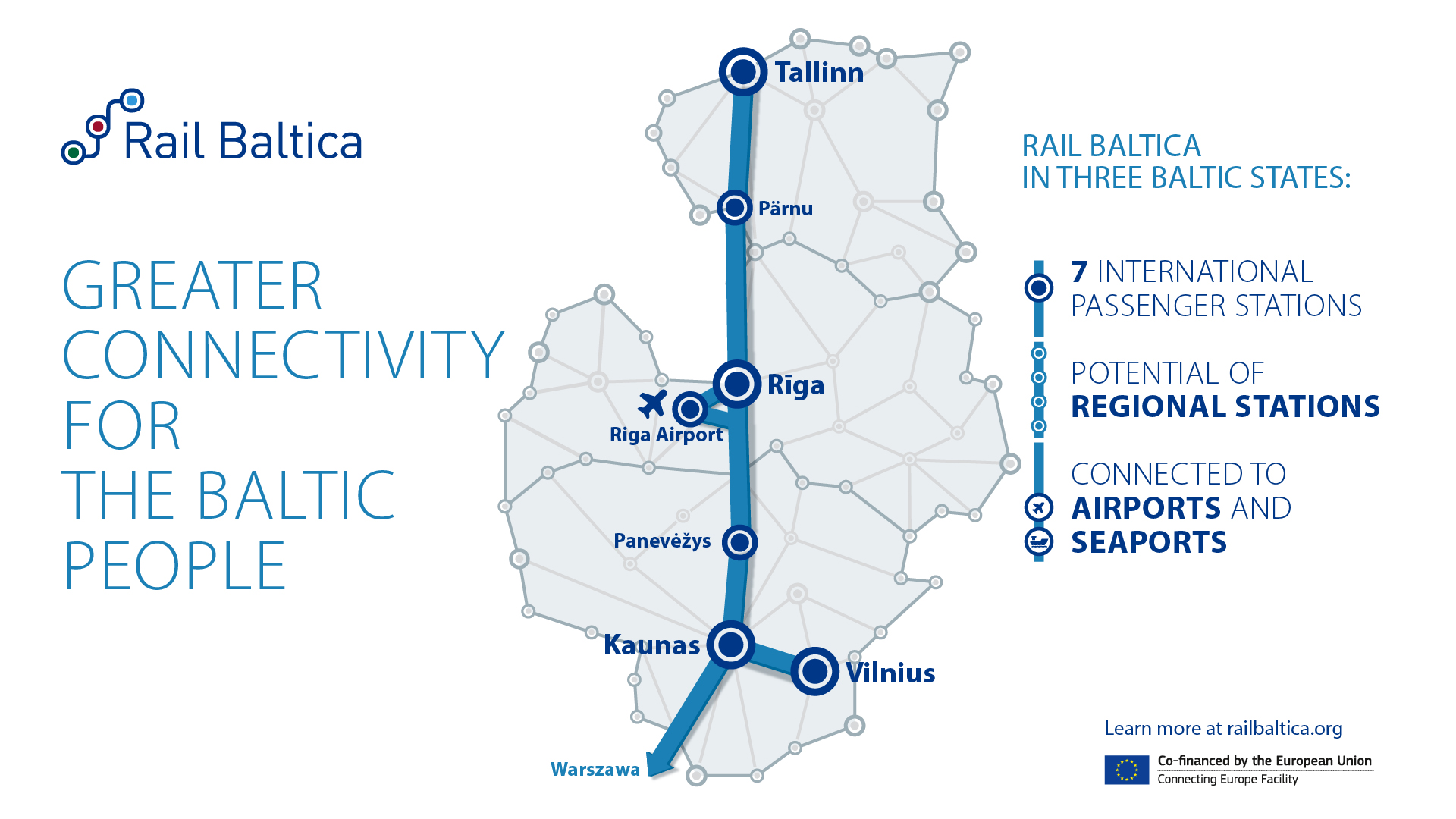
Carte de 2017 de Rail Baltica.

Avec le soutien de l'Union européenne, un contrat visant à étendre cette ligne de 27,5 km de voie normale a été attribué en juillet 2013. Cette nouvelle liaison reliera Šestokai à Marijampolė avec une mise en service estimée à 2015. À cette occasion, la gare de Marijampolė accueillera les deux écartements.